# Gongylolepis paniculata
Gongylolepis paniculata là một loài thực vật có hoa trong họ Cúc. Loài này được Maguire & K.D.Phelps mô tả khoa học đầu tiên năm 1953.